# Amphipyra apyra
Amphipyra apyra är en fjärilsart som beskrevs av Felix Bryk 1942. Amphipyra apyra ingår i släktet Amphipyra och familjen nattflyn. Inga underarter finns listade i Catalogue of Life.